# Euophrys mottli
Euophrys mottli es una especie de araña saltarina del género Euophrys, familia Salticidae. Fue descrita científicamente por Kolosváry en 1934.
Habita en Eslovaquia.